# Oncometopia trilobata
Oncometopia trilobata är en insektsart som beskrevs av Melichar 1925. Oncometopia trilobata ingår i släktet Oncometopia och familjen dvärgstritar. Inga underarter finns listade i Catalogue of Life.